# 거위구이

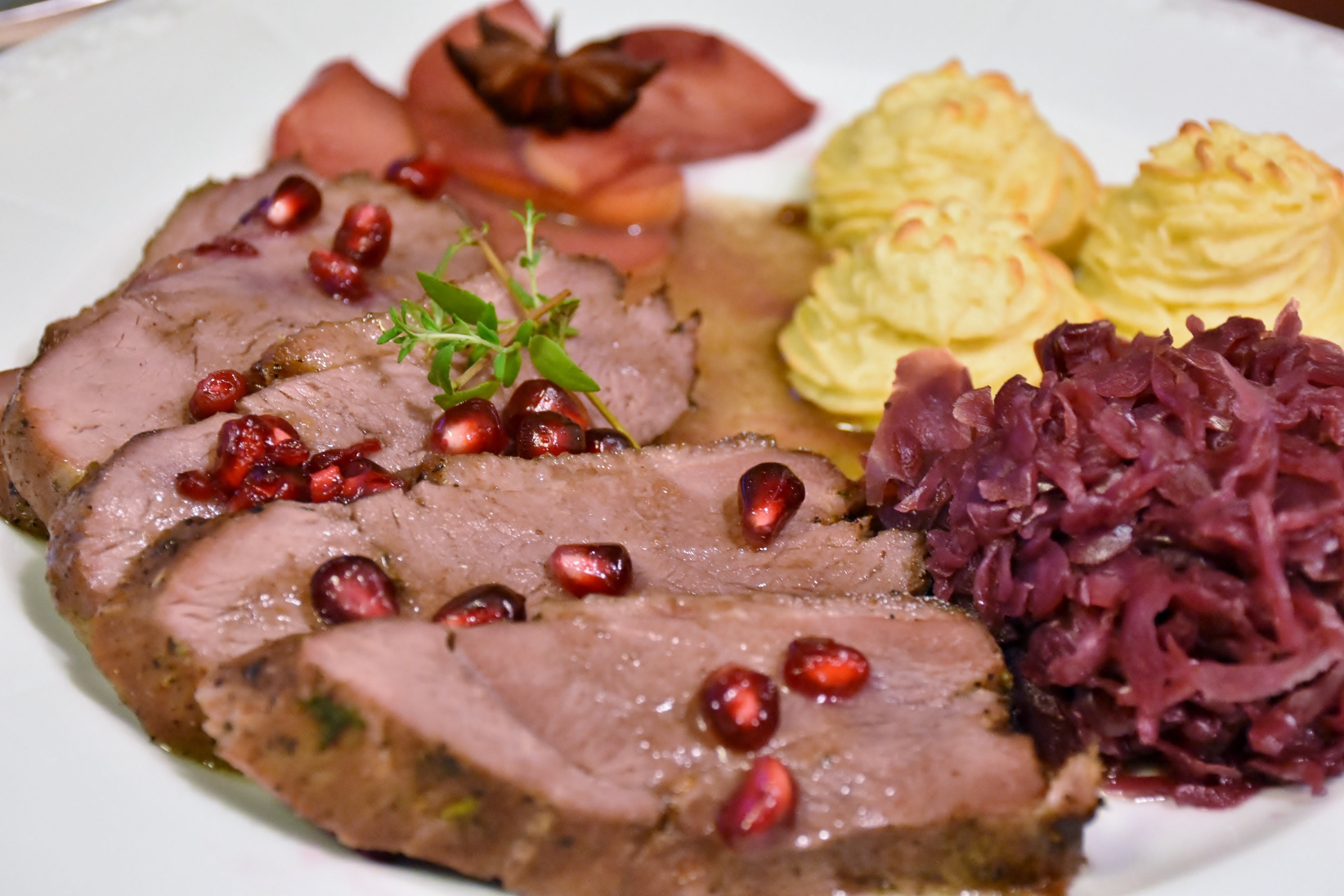
거위 구이

거위 구이는 중국, 유럽, 중동 지방에서 볼 수 있는 요리이다. 거위는 오리, 백조를 포함한 같은 과에 속하며, 오리과에 속해 있다. 건조하고 뜨거운 바람을 사용하여 조리하는 로스팅 방법을 사용하여 거위고기를 조리하며, 다양한 종류의 거위 구이가 세계 곳곳에 분포해 있다.

## 중국 남부

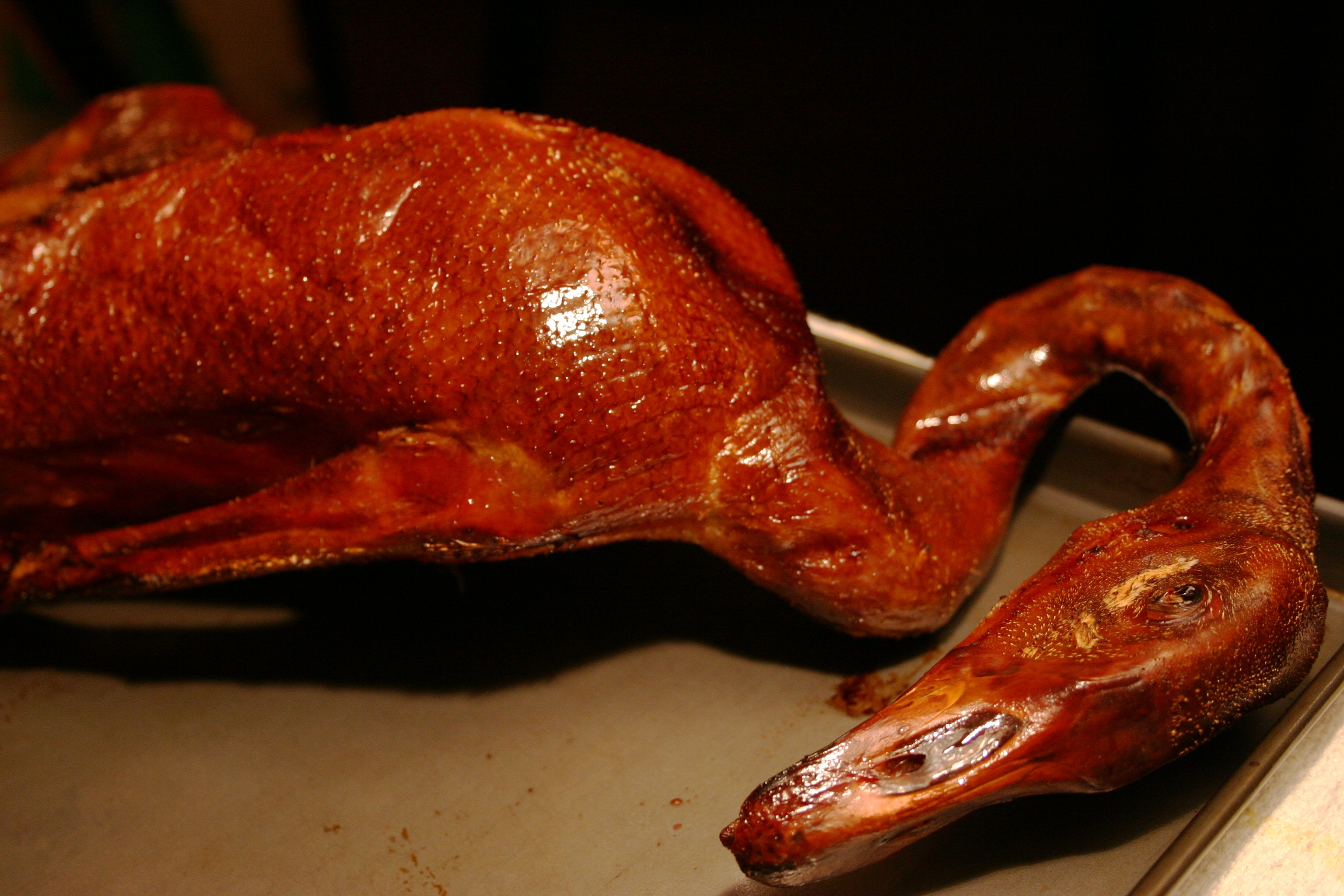
구워진 거위

중국 남부에서의 구운 거위는 광둥 지방에서 많이 볼 수 있는데, 시우메이라는 음식이나 구운 고기 요리를 먹는다. 이는 숯불로 구운 거위를 사용한다.
고품질의 구운 거위는 육즙이 많고 부드러운 고기와 함께 바삭한 껍질을 가지고 있다. 또한 중국 남부에서는 구운 거위를 매실 소스와 함께 먹기도 한다.

## 홍콩
홍콩에서의 구운 거위는
 중국 남부 광둥성의 거위 구이와 비슷한 형태로  레스토랑에서 고급 거위 구이를 제공하기도 한다.

## 유럽

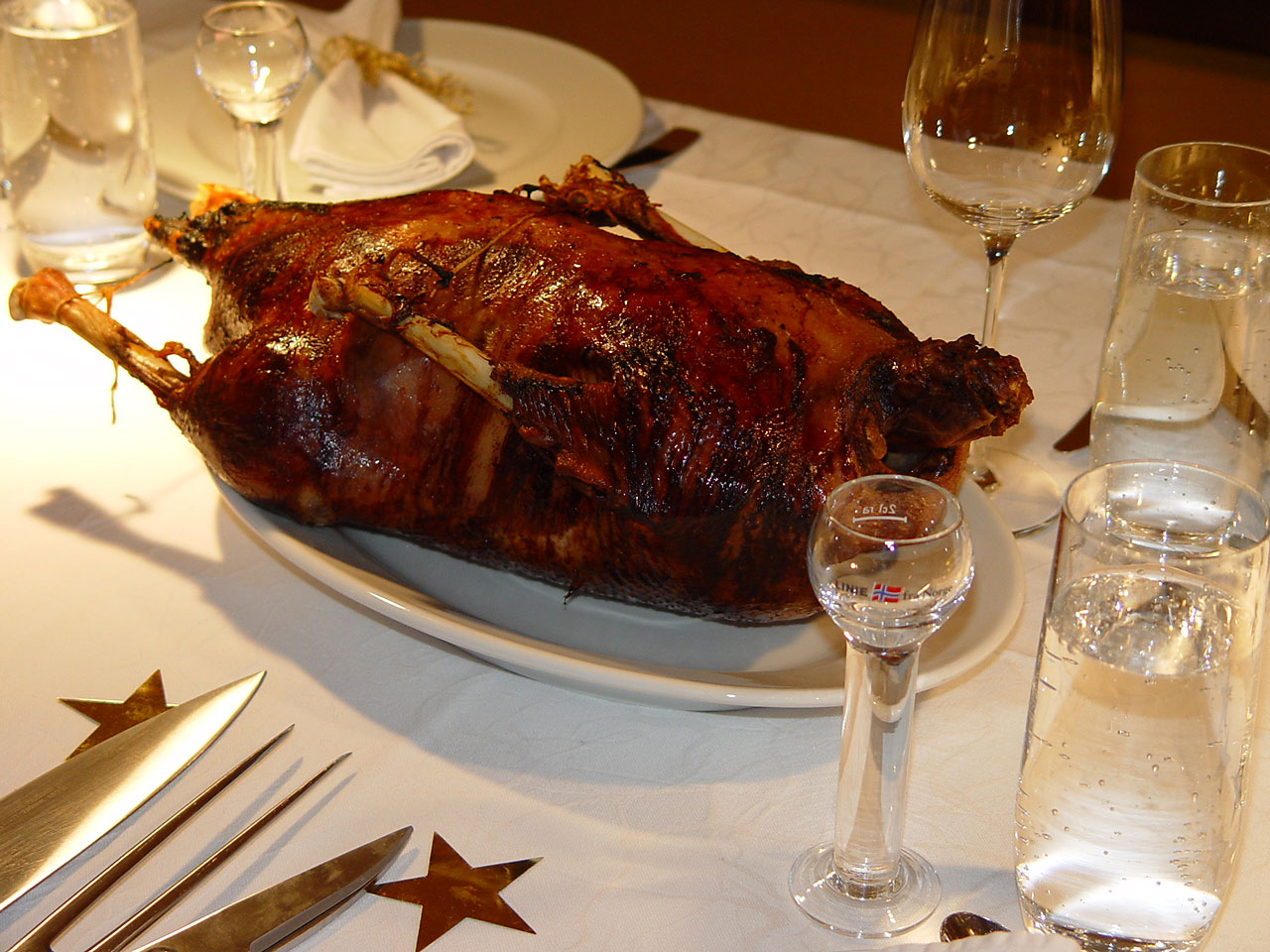
크리스마스 거위 구이

거위는 독특한 풍미를 가지고 있어 유럽 사람들이 가장 좋아하는 크리스마스 요리이다. 독일에서는 거위 구이가 크리스마스에 꼭 올라가는 음식 중 하나다. 유럽 문화에서 구운 고기는 전통적으로 성 마틴의 날을 포함한 특별한 날에만 먹는다.
일반적으로 미국에서는 칠면조를 사용하여 요리한다. 또 일부 유럽에서도 동일하게 칠면조를 사용하는 곳도 있다.
거위 구이는 크리스마스가 끝난 이후에도 사람들이 많이 찾는다.

## 같이 보기
- 시우메이
- 통닭구이